# Pădurea Drăghiceanu
Pădurea Drăghiceanu este o arie protejată de interes național ce corespunde categoriei a IV-a IUCN (rezervație naturală de tip forestier) situată în județul Mehedinți, pe teritoriul administrativ al comunei Obârșia-Cloșani.

## Localizare
Aria naturală  se află în partea nord-vestică a județului Mehedinți  (în versantul sud-estic al Munților Mehedinți la o altitudine de 1.000 m), pe teritoriul nordic al satului Obârșia-Cloșani, în vecinătatea estică a  Parcului Național Domogled - Valea Cernei, în apropiere de rezervația naturală Pădurea Gorganu.

## Descriere
Rezervația naturală a fost declarată arie protejată prin Legea Nr.5 din 6 martie 2000, publicată în Monitorul Oficial al României, Nr. 152 din 12 aprilie 2000 (privind aprobarea Planului de amenajare a teritoriului național - Secțiunea a III-a - zone protejate) și se întinde pe o suprafață de 60 hectare. 
Aria protejată reprezintă o zonă împădurită cu rol de protecție pentru vegetație forestieră de arbori și arbusti, cu specii de nuc (Juglans regia), mojdrean (Fraxinus ornus), alun turcesc (Corylus colurna) sau liliac sălbatic (Syringa vulgaris) .